# Burdekindam

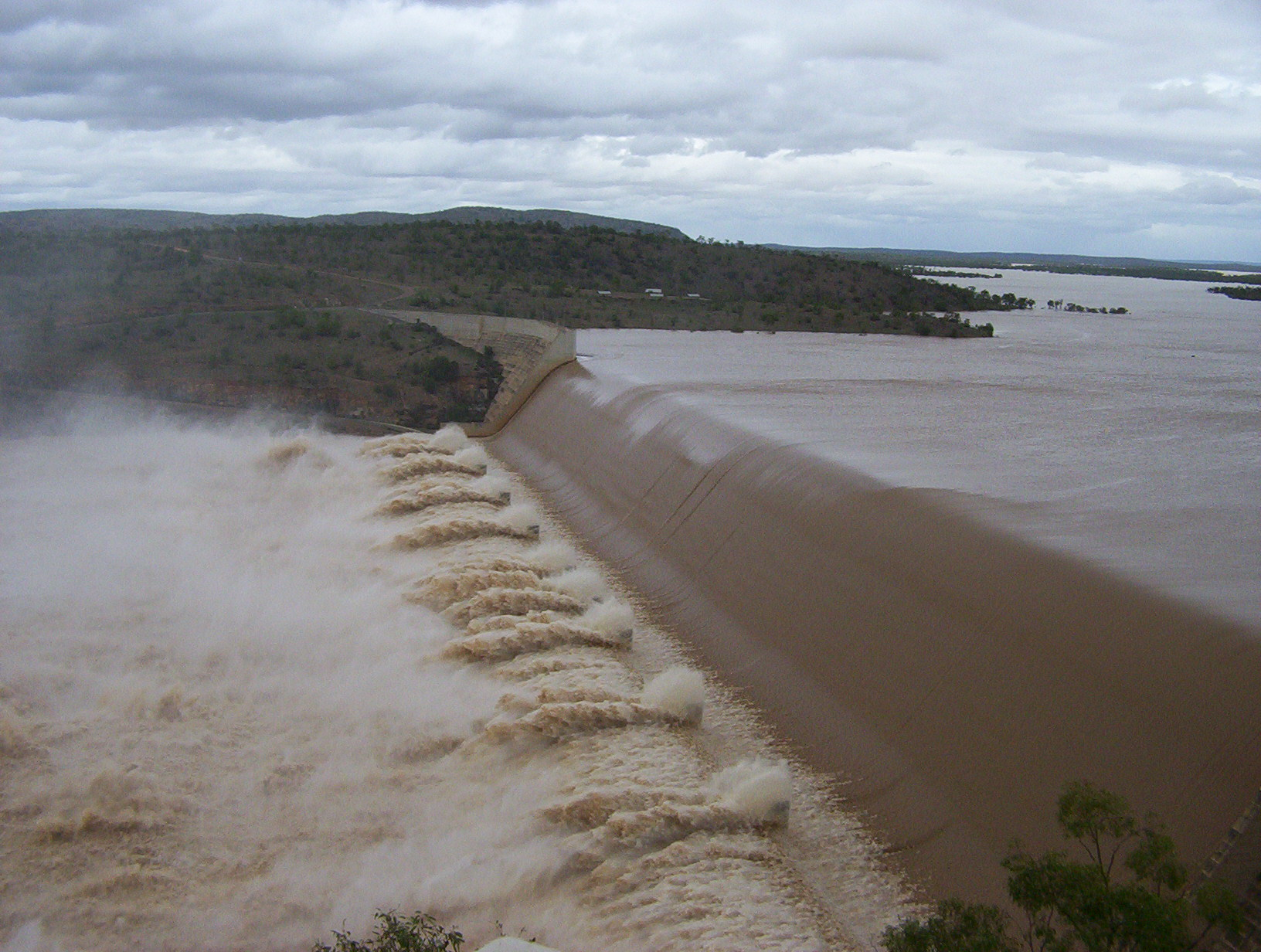
Burdekindam

De Burdekindam (of ook wel Burdekin Fallsdam) ligt in de Burdekin in Queensland, Australië, ten zuidwesten van Ayr en Home Hill. De dam werd in 1987 gebouwd door Leighton Holdings en is de grootste dam in de staat met vier keer de capaciteit van Port Jackson.
De damwand is 876 meter lang en heeft een hoogte van 37 meter. Het meer dat achter de dam is ontstaan, wordt ook wel Lake Dalrymple genoemd en bij volle capaciteit heeft het een inhoud van 1,86 miljard m³.